# Sphaeroma granti
Sphaeroma granti là một loài chân đều trong họ Sphaeromatidae. Loài này được Walker & Scott miêu tả khoa học năm 1903.